# Hulhulé
Hulhule är en ö i Maldiverna. Den ligger 2 kilometer öster om huvudstaden Malé och är en del av stadskommunen Malé. Geografiskt ligger den i Norra Maléatollen. Ön är obebodd och består till större delen av Malés internationella flygplats.